# Kitty Can
A Kitty Can című lemez a Bee Gees Argentínában  kiadott válogatáslemeze.

## Az album dalai
1. Kitty Can (Barry, Robin és Maurice Gibb) – 2:39
2. Railroad (Billy Lawrie, Maurice Gibb) – 3:38
3. Barker of the UFO (Barry Gibb) – 1:51
4. I'll Kiss Your Memory (Barry Gibb) – 4:26
5. Country Woman (Maurice Gibb) – 2:39
6. One Million Years (Robin Gibb) – 4:05
7. On Time (Maurice Gibb) – 3:00
8. The Singer Sang His Song (Barry, Robin és Maurice Gibb) – 3:19
9. Jumbo (Barry, Robin és Maurice Gibb) – 2:08
10. Sinking Ships (Barry, Robin és Maurice Gibb) – 2:21
11. I´ve Come Back (Maurice Gibb-Billy Lawrie) – 2:40
12. August-October (Robin Gibb) – 2:31
13. Wouldn't I Be Someone (Barry, Robin és Maurice Gibb) – 5:39
14. This Time (Barry Gibb) (Barry, Robin és Maurice Gibb) – 3:24

## Közreműködők
- Bee Gees